# HK Junost Minsk
Der HK Junost Minsk (belarussisch ХК Юнацтва-Мінск, russisch ХК Йуност Минск) ist ein belarussischer Eishockeyklub aus Minsk. Die Mannschaft spielt in der Extraliga, der höchsten Eishockeyliga in Belarus.

## Geschichte
Der Verein wurde 1975 gegründet. Seit 1993 nimmt er an der belarussischen Extraliga teil. 1995 wurde er in die East European Hockey League aufgenommen, nahm aber auch weiterhin an der Extraliga teil. Ab 2001 spielte er wieder nur noch in der Extraliga. 2004 wurde er zum ersten von bisher siebenmal Belarussischer Meister. Die weiteren Meisterschaften waren 2005, 2006, 2009, 2010, 2011 und 2019. Zudem gewann die Mannschaft 2004 den belarussischen Pokalwettbewerb und den IIHF Continental Cup 2006/07 und 2010/11. 2012 wurde der Verein mit einer Mannschaft in die zweitklassige russische Wysschaja Hockey-Liga aufgenommen. 2013 trat er aus ihr jedoch schon wieder aus und nimmt seitdem wieder ausschließlich an der belarussischen Extraliga teil. Nach dem Erreichen des Playoff-Halbfinales 2014 wurde 2015 sogar das Endspiel erreicht, dass aber glatt mit vier Niederlagen gegen den HK Schachzjor Salihorsk verloren wurde.
2016 gewann der HK Junost zum siebten Mal die belarussische Meisterschaft. 2017 und 2018 erreichte der Klub erneut jeweils das Playoff-Finale, in dem er jeweils dem HK Njoman Hrodna unterlag. 2019 gewann Junost den achten belarussischen Meistertitel der Vereinsgeschichte und ist damit Rekordmeister in Belarus. Der zehnte Titel wurde 2021 gewonnen.

## Spielstätte

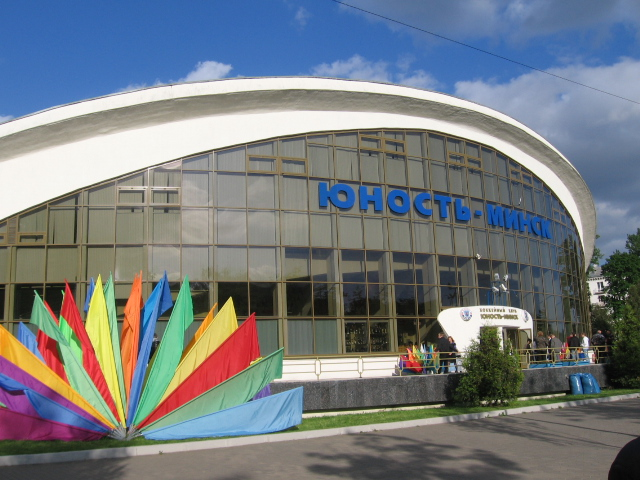
Die Eishalle Kritij Katok im Gorki-Park

Die Heimspiele des Vereins wurden bis 2013 in der Eishalle Kritij Katok im Gorki-Park ausgetragen. Die Eishalle wurde 1976 fertiggestellt nach Entwürfen von der Architekten Juri Grigorjew und Wladimir Babaschkina. Neben der großen Eisfläche mit einer Größe von 28,5 mal 59 Metern gibt es unter dem Dach der Eishalle eine weitere Trainings-Eisfläche der Größe 8,5 mal 19 Meter. Die Tribünen der Eishalle bieten 767 Zuschauern Platz.  Im Untergeschoss des Gebäudes gibt es Umkleideräume, Lager sowie die technischen Anlagen.
Für die Eishockey-Weltmeisterschaft der Herren 2014 wurde die Tschyschouka-Arena errichtet, die seitdem auch Spielstätte von Junost ist.

## Spieler

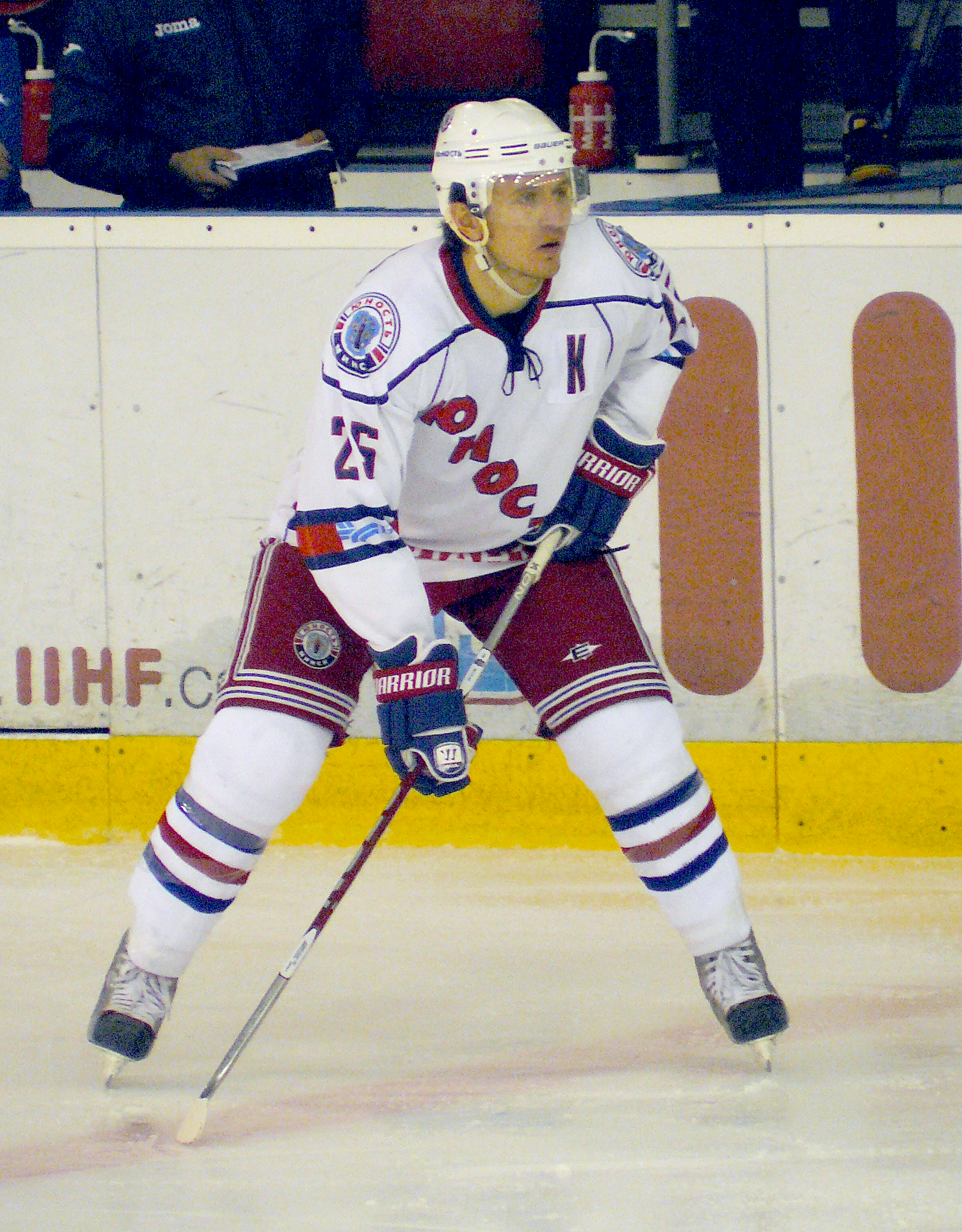
Aljaksandr Radsinski

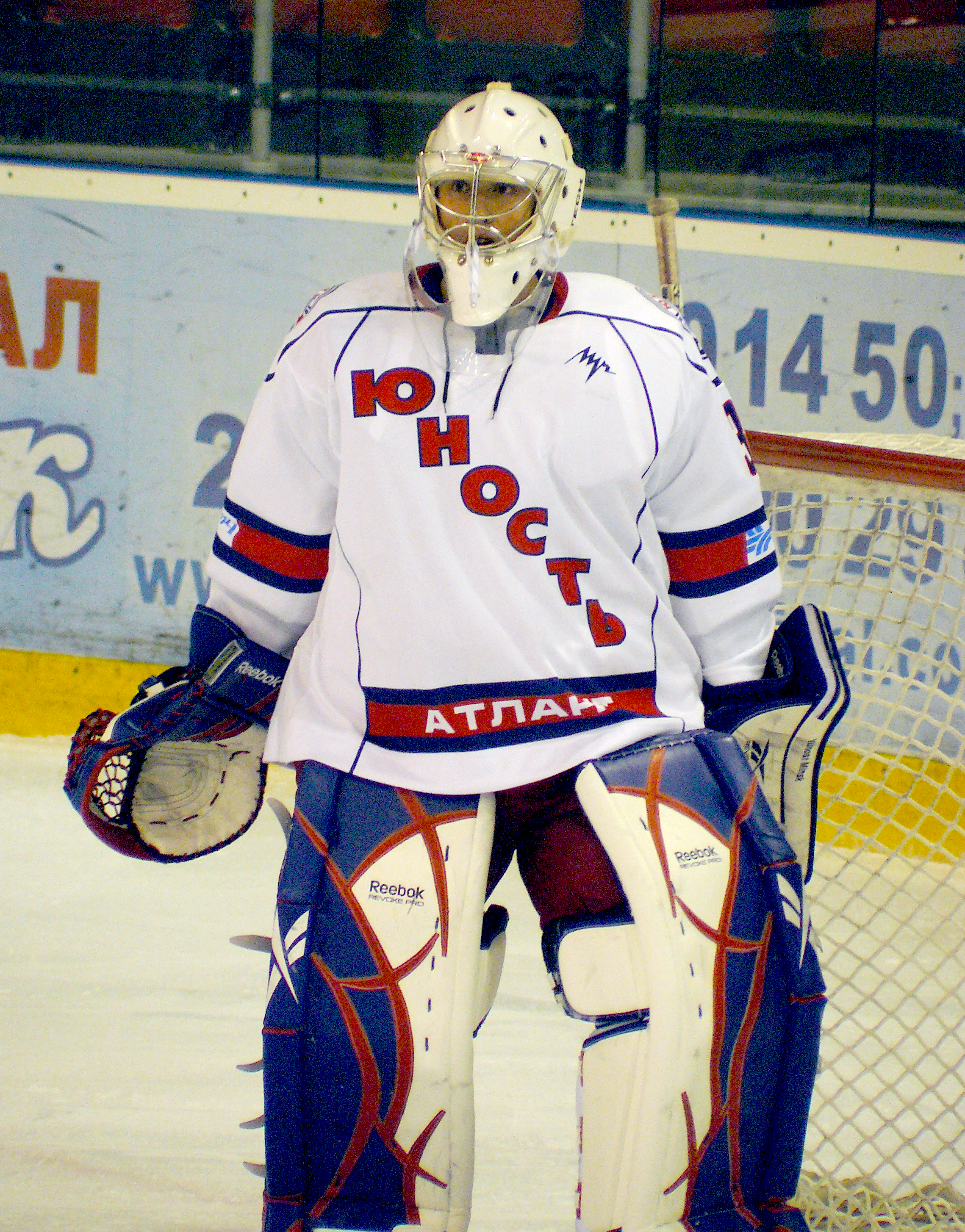
Uladsimir Belinski

### Bekannte ehemalige Spieler
| - Aleh Antonenka - Sergei Fjodorow - Michail Hrabouski - Ruslan Salej - Sjarhej Stas - Witalij Sementschenko | U20-Weltmeister mit der UdSSR - Dmitri Jerastow 1980 - Aleh Mikultschyk 1984 - Nikolai Borschtschewski 1984 - Andrej Kawaljou 1986 - Aljaksandr Haltschenjuk 1986 - Aljaksandr Judsin 1989 | U18-Europameister mit der UdSSR - Michail Sacharau 1980 - Juri Schipizin 1980 - Jewgeni Roschtschin 1980 - Nikolai Borschtschewski 1983 |

### Meisterkader
| IIHF-Continental-Cup-Sieger 2006/07 | Torhüter: Szjapan Haratscheuskich, Edgars Masaļskis Verteidiger: Michail Buturlin, Igor Chazei, Sjarhej Jarkowitsch, Andrej Karau, Uladsimir Kopaz, Jauhen Krywamas, Aleh Ljawonzjeu, Mikalaj Stassenko Angreifer: Igor Andrjuschtschenko, Tomáš Chlubna, Wladislaw Klotschkow, Andrej Kawaljou, Aljaksej Kruzikau, Sjarhej Paklin, Szjapan Panamarou, Miķelis Rēdlihs, Sergei Salnikow, Sjarhej Schytkouski, Arzjom Waukou, Oleg Woschtschenikin Cheftrainer: Michail Sacharau |

| IIHF-Continental-Cup-Sieger 2010/11 | Torhüter: Maksim Maljuzin, Mika Oksa Verteidiger: Aljaksej Baranau, Andrej Baschko, Aljaksej Dsjaniskin, Sjarhej Jarkowitsch, Andrej Karau, Aljaksandr Radsinski, Sjarhej Scheleh, Iwan Ussenka Angreifer: Aljaksandr Baraukou, Aljaksandr Kitarau, Wladislaw Klotschkow, Oleksandr Materuchin, Kanstanzin Sacharau, Sjarhej Sadseljonau, Oleh Schafarenko, Arzjom Sjankewitsch, Maksim Slysch, Andrei Stepanow, Jaraslau Tschuprys, Oleh Tymtschenko Cheftrainer: Michail Sacharau |

| IIHF-Continental-Cup-Sieger 2017/18 | Torhüter: Dsmitryj Miltschakou, Michail Schibanow Verteidiger: Andrej Antonau, Aleh Haroschka, Wadsim Jarocha, Pawel Kasakewitsch, Mikita Mizkewitsch, Jauhen Nahatschou, Klemen Pretnar, Sjarhej Scheleh Stürmer: Daniel Corso, Aljaksej Jafimenka, Aljaksandr Kahaljou, Aljaksandr Karakulka, Andrij Michnow, Maksim Parfejewez, Michail Plotnikow, Pawel Raswadouski, Kanstanzin Sacharau, Aljaksej Skabelka, Jewgeni Skatschkow, Wiktar Turkin Cheftrainer: Michail Sacharau Assistenztrainer: Aljaksej Baranau, Dsmitryj Karpikau |